# Rebbelberga landskommun
Rebbelberga landskommun var en tidigare kommun i dåvarande Kristianstads län.

## Administrativ historik
Kommunen bildades i Rebbelberga socken i Bjäre härad i Skåne när 1862 års kommunalförordningar trädde i kraft. 
Vid kommunreformen 1952 uppgick kommunen i Ängelholms stad som 1971 ombildades till Ängelholms kommun.

## Politik

### Mandatfördelning i Rebbelberga landskommun 1946
| 1 | 14 |

| 15 |